# Paraulopus brevirostris
Espèce
Statut de conservation UICN

 LC 15 août 2019 : Préoccupation mineure
Paraulopus brevirostris est une espèce de poissons marins téléostéens de la famille des Paraulopidae.

## Systématique
L'espèce Paraulopus brevirostris a été décrite pour la première fois en 1981 par l'ichtyologue français Pierre Fourmanoir, sous le protonyme Chlorophthalmus brevirostris.
Le nom valide complet (avec auteur) de ce taxon est Paraulopus brevirostris (Fourmanoir, 1981).

### Synonymie
Selon Catalogue of Life (06 septembre 2024) et World Register of Marine Species (12 octobre 2024) :
- Chlorophthalmus albimaculatus Okamura, 1984
- Chlorophthalmus brevirostris Fourmanoir, 1981
- Paraulopus albimaculatus (Okamura, 1984)

## Description
Paraulopus brevirostris possède un corps allongé qui varie entre 9,12 et 12,7 cm, et dont l'holotype mesure 12,7 cm.
Contrairement à beaucoup d'espèces d'Aulopiformes, Paraulopus brevirostris possède une bouche fermée au repos et ne possède pas de mâchoire prohéminente.
L'espèce possède également des yeux presque parfaitement ronds, orientés sur les côtés, ainsi qu'une langue garnie d'une rangée de dents caniniformes

## Répartition
Cette espèce se croise dans l'océan Pacifique, au large de la Chine, de Taiwan, du Vietnam, de l'Indonésie, de la Papouasie Nouvelle-Guinée et de l'Australie, à des profondeurs variant de 187 à 294 m.

## Étymologie
Son épithète spécifique, brevirostris des mots latins « brěvis », court et « rostris », groin ou bec, fait référence à l'étroitesse de la gueule de l'animal.

## Publication originale
- Muséum national d'histoire naturelle, Résultats des campagnes MUSORSTOM : 1 : Philippines (18-28 mars 1976) (publication scientifique), 1981, [lire en ligne], p. 85 à 102.